# 아시아 제바르
파티마-조라 이말라인(Fatima-Zohra Imalayen, 아랍어: فاطمة الزهراء إيمالاين‎, 1936년 6월 30일 – 2015년 2월 6일)은 자신의 필명 아시아 제바르(Assia Djebar, 아랍어: آسيا جبار)로 알려진 알제리 소설가, 번역가, 영화 제작자였다. 그녀의 작품 대부분은 여성들이 직면한 장애물을 다루고 있으며, 그녀는 여성주의적 입장으로 유명하다. 그녀는 "여성 문학 운동과 자주 연관되며, 그녀의 소설은 알제리 여성의 계보를 만드는 데 명확히 초점을 맞추고 있고, 그녀의 정치적 입장은 반식민주의만큼이나 격렬하게 반가부장적이다." 제바르는 북아프리카에서 가장 탁월하고 영향력 있는 작가 중 한 명으로 평가된다. 그녀는 2005년 6월 16일 아카데미 프랑세즈에 선출되었는데, 이는 마그레브 출신 작가로는 처음으로 이러한 인정을 받은 것이었다. 그녀의 전 작품에 대해 1996년 노이슈타트 국제 문학상을 수상했다. 그녀는 노벨 문학상 후보로 자주 거론되었다.

## 초기 삶
파티마-제라 이말라인 또는 제바르는 1936년 6월 30일 알제리 셰르셸에서 타하르 이말하옌과 바히아 사흐라위 부부의 딸로 태어났는데, 이들은 셰누아족 베르베르 혈통의 가족이었다. 그녀는 알제 근처의 작은 항구 마을인 셰르셸에서 자랐고, 아인데플라주에 속했다. 제바르의 아버지는 그녀가 다니던 초등학교인 무자이아빌에서 프랑스어를 가르쳤다. 나중에 제바르는 블리다의 코란 사립 기숙학교에 다녔는데, 거기서 단 두 명의 여학생 중 한 명이었다. 그녀는 알제의 고등학교인 콜레주 드 블리다에서 공부했는데, 거기서 그녀의 학급에서 유일한 무슬림이었다. 그녀는 1955년 에콜 노르말 쉬페리외르 드 젠느 피유에 입학하여 프랑스의 가장 엘리트 학교에서 교육받은 최초의 알제리 및 무슬림 여성이 되었다. 그녀의 학업은 알제리 전쟁으로 중단되었지만, 나중에 튀니스에서 교육을 계속했다.

## 경력
1957년, 그녀는 첫 소설 《La Soif》(목마름) 출판을 위해 아시아 제바르라는 필명을 선택했다. 다음 해에는 또 다른 책인 《Les Impatients》가 뒤를 이었다. 1958년에는 아흐메드 울드-루이스와 결혼 생활을 시작했지만 결국 이혼으로 끝났다. 제바르는 라바트 대학교 (1959–1962)에서 가르쳤고, 그 후 알제 대학교에서 프랑스어과 학과장으로 임명되었다.
1962년, 제바르는 알제리로 돌아와 《Les Enfants du Nouveau Monde》를 출판했고, 1967년에는 《Les Alouettes Naïves》를 출판했다. 그녀는 1965년부터 1974년까지 파리에서 살다가 다시 알제리로 돌아왔다. 1980년에는 알제리 시인 말렉 알룰라와 재혼했다. 부부는 파리에서 살았는데, 그곳에서 그녀는 알제리 문화센터에서 연구직을 맡았다.
1997년, 제바르는 루이지애나 주립 대학교의 프랑스어 및 프랑스어권 연구 센터의 책임자가 되었다. 그녀는 2001년까지 그 직책을 맡았다.
1985년, 제바르는 《L'Amour, la fantasia》 (《Fantasia: An Algerian Cavalcade》, 하이네만, 1993으로 번역)를 출판했는데, 이 책에서 그녀는 "언어에 대한 그녀의 양면성, 서구 교육을 받은 알제리 여성주의 무슬림 지식인으로서의 정체성, 알제리 여성뿐만 아니라 일반 여성의 대변인으로서의 역할에 대해 반복적으로 언급한다."
2005년, 제바르는 프랑스의 최고 문학 기관인 아카데미 프랑세즈에 선출되었다. 이 기관은 프랑스어의 유산을 수호하는 임무를 맡고 있으며, "불멸의 존재"로 알려진 회원들은 평생 동안 선출된다. 그녀는 이 기관에 선출된 북아프리카 출신 최초의 작가였다. 그리고 이 아카데미에 합류한 다섯 번째 여성이었다. 제바르는 뉴욕 대학교의 프랑스어권 문학 석좌 교수였다.
제바르는 아랍 세계 전역에서, 특히 여성의 권리 증진을 옹호하는 분야에서 이슬람 개혁의 목소리로 알려져 있었다.
제바르는 2015년 2월 파리, 프랑스에서 78세의 나이로 사망했다.

## 수상
1985년, 그녀는 《L'Amour la Fantasia》로 프랑코-아랍 우호상을 수상했다.
1996년, 제바르는 세계문학에 대한 공헌으로 노이슈타트 국제 문학상을 수상했다.
다음 해, 그녀는 마르그리트 유르스나르 상을 수상했다.
1998년, 그녀는 팔미 국제상을 수상했다.
2000년, 그녀는 독일서적상 평화상을 수상했다.

## 추모
2017년 6월 30일, 구글은 소설가의 81번째 생일을 기념하여 두들을 바쳤다. 이 두들은 아랍 세계의 모든 나라에 도달했다.

## 작품
- La Soif, 1957 (영어: The Mischief)
- Les impatients, 1958
- Les Enfants du Nouveau Monde, 1962 (영어: Children of the New World: a novel, trans. Marjolijn De Jager: New York: Feminist Press at the City University of New York, 2005; ISBN 9781558615113)
- Les Alouettes naïves, 1967
- Poèmes pour une algérie heureuse, 1969
- Rouge l'aube
- Femmes d'Alger dans leur appartement, 1980 (영어: Women of Algiers in Their Apartment; Charlottesville: UP of Virginia, 1999; ISBN 9780813918808)
- L'Amour, la fantasia, 1985 (영어: 환상곡: 알제리 기병대, trans. Dorothy S. Blair; Portsmouth, N.H., Heinemann, 1993 (repr. 2003), ISBN 978-0435086213)
- Ombre sultane 1987 (영어: A Sister to Scheherazade)
- Loin de Médine, (영어: Far from Medina)[18]
- Vaste est la prison, 1995 (영어: So Vast the Prison, trans. Betsy Wing; Sydney: Duffy & Snellgrove, 2002; ISBN 9781876631383)
- Le blanc de l'Algérie, 1996 (영어: Algerian White)
- Oran, langue morte, 1997 (영어: The Tongue's Blood Does Not Run Dry: Algerian Stories)
- Les Nuits de Strasbourg, 1997
- La femme sans sépulture, 2002
- La disparition de la langue française, 2003
- Nulle part dans la maison de mon père, 2008

### 영화
- 셰누아 산 여인들의 누바, 1977
- 라 제르다 또는 망각의 노래, 1979[4]

## 더 읽어보기
- Hiddleston, Jane. Assia Djebar: Out of Algeria. Liverpool: Liverpool University Press, 2006.
- Ivantcheva-Merjanska, Irene. Ecrire dans la langue de l'autre. Assia Djebar et Julia Kristeva. Paris: L'Harmattan, 2015.
- Merini, Rafika. Two Major Francophone Women Writers, Assia Djébar and Leila Sebbar: A Thematic Study of Their Works. New York: P. Lang, 1999.
- Mortimer, Mildred P. Assia Djebar. Philadelphia: CELFAN Editions, 1988.
- Murray, Jenny. Remembering the (post)colonial Self: Memory and Identity in the Novels of Assia Djebar. Bern: Peter Lang, 2008.
- O'Riley, Michael F. Postcolonial Haunting and Victimization: Assia Djebar's New Novels. New York: Peter Lang, 2007.
- Rahman, Najat. Literary Disinheritance: The Writing of Home in the Work of Mahmoud Darwish and Assia Djebar. Lanham, MD: Lexington Books, 2008.
- Ringrose, Priscilla. Assia Djebar: In Dialogue with Feminisms. Amsterdam: Rodopi, 2006.
- Thiel, Veronika. Assia Djebar. La polyphonie comme principe générateur de ses textes Vienna: Praesens, 2005.
- Thiel, Veronika. Une voix, ce n’est pas assez... La narration multiple dans trois romans francophones des années 1980. Le Temps de Tamango de Boubacar B. Diop, L’Amour, la fantasia d’Assia Djebar et Solibo Magnifique de Patrick Chamoiseau. PHD thesis, Vienna University, 2011